# ブライアン・ベエレンドルフ
ブライアン・ベエレンドルフ（英: Brian Behlendorf, 1973年3月30日 - ）は、アメリカ合衆国の技術者、経営者、コンピュータプログラマであり、オープンソースソフトウェア運動の主要人物である。インターネット上で最も普及しているWebサーバソフトウェアであるApache HTTP Serverの主要な開発者であり、後にApacheソフトウェア財団となるアパッチ・グループの創設メンバーでもある。ベエレンドルフは3年間にわたり同財団の会長を務めた。2003年からMozilla Foundationの理事を務めており、2009年からはBenetechの理事、2013年からは電子フロンティア財団の理事を務めている。2021年から2023年にかけてオープンソースセキュリティ財団（OpenSSF）のゼネラルマネージャーを務め、現在はOpenSSFの最高技術責任者（CTO）である。

## 経歴
ベエレンドルフは南カリフォルニアで育ち、1990年代初頭にカリフォルニア大学バークレー校の学生であった頃にインターネットの発展に興味を持つようになった。彼の最初のプロジェクトの1つは、メーリングリストとオンライン音楽リソースであるSFRavesであり、これは1992年に友人に説得されて開始したものである。このプロジェクトはやがてHyperreal.orgというウェブサイトに発展し、電子音楽と関連するサブカルチャーに特化したオンラインリソースとなった。
1993年、ベエレンドルフはジョナサン・ネルソン、マシュー・ネルソン、クリフ・スコルニックとともに、商業ウェブサイトの構築に特化した最初の企業であるOrganic, Inc.を共同設立した。1994年、雑誌『WIRED』のオンラインメディアプロジェクトであるHotWiredの開発中、当時最も広く使用されていたウェブサーバソフトウェア（イリノイ大学アーバナ・シャンペーン校の米国立スーパーコンピュータ応用研究所で開発されたNCSA HTTPd）がユーザー登録システムに対応していないことが判明したため、ベエレンドルフはオープンソースコードにパッチを当ててHotWiredの要件を満たすよう改良した。
ベエレンドルフがコードにパッチを当てていたのは彼一人ではなかったため、彼とスコルニックは他のプログラマたちの作業を調整するためにメーリングリストを立ち上げた。1995年2月末までに、8人の主要な貢献者がフォークとしてアパッチプロジェクトを開始した。彼らは緩やかに協力しながら、最終的に元のプログラムを全面的に書き換え、それがApache HTTP Serverとなった。1999年、このプロジェクトはApacheソフトウェア財団として法人化された。ベエレンドルフは同財団の会長を3年間務めた。
ベエレンドルフはかつて世界経済フォーラムの最高技術責任者（CTO）を務めていた。また、O'Reilly & Associates（現在のオライリーメディア）と共同で1999年に設立したコラブネットの元取締役兼CTOでもある。コラブネットは、オープンソースのバージョン管理システムであるSubversionの主要な企業スポンサーであったが、のちにこれはApacheソフトウェア財団のプロジェクトとなった。ベエレンドルフは現在もChillitsなどのエレクトロニック・ミュージックのコミュニティイベントに関わり、世界各地のオープンソース会議で講演を行っている。
2003年には、マサチューセッツ工科大学の『MITテクノロジーレビュー』誌が選出する35歳未満の世界の革新者100人「TR100」に選出された。
ベエレンドルフは2003年からMozilla Foundationの理事、2009年からBenetechの理事、2013年から電子フロンティア財団の理事を務めている。2014年からはピーター・ティールの技術投資会社であるミスリル・キャピタルにてマネージングディレクターを務めた後、Linux Foundationに参加した。2016年には、ブロックチェーン技術の推進を目的としたLinux FoundationのオープンソースプロジェクトであるHyperledgerの事務局長に任命された。
ベエレンドルフは2021年10月にオープンソースセキュリティ財団のゼネラルマネージャーに就任した。この任命はKubeConで公表され、オープンソースのサプライチェーン保護のために1000万ドルの投資が発表された。